# Національна лабораторія ім. Лоуренса в Берклі
Національна лабораторія ім. Лоуренса в Берклі (англ. Lawrence Berkeley National Laboratory, Berkeley Lab) — національна лабораторія Міністерства енергетики США. Розташована у місті Берклі, штат Каліфорнія, США. Займається різноманітними несекретними дослідженнями, на відміну від розташованої поблизу Ліверморської національної лабораторії ім. Лоуренса. Належить до структури Каліфорнійського університету, та розміщується на його території на схилах Берклі-хілз.
У Лабораторії Берклі працював прискорювач заряджених частинок синхротронного типу — Беватрон.

## Директори
- 1931–1958 — Ернест Орландо Лоуренс (англ. Ernest Orlando Lawrence)
- 1958–1972 — Едвін МакМіллан (англ. Edwin McMillan)
- 1973–1980 — Ендрю Сеслер (англ. Andrew Sessler)
- 1980–1989 — Девід Ширлі (англ. David Shirley)
- 1989–2004 — Чарльз Шенк (англ. Charles Shank)
- 2004–2008 — Стівен Чу (англ. Steven Chu)
- 2008-донині — Пол Алівізатос (англ. Paul Alivisatos)